# یژی شیبال
یژی شیبال (لهستانی: Jerzy Schejbal؛ ‏زادهٔ ۷ نوامبر ۱۹۴۶) بازیگر و استاد هنرهای نمایشی اهل لهستان است.
از فیلم‌ها یا مجموعه‌های تلویزیونی که وی در آن‌ها نقش داشته‌است، می‌توان به یوما، شال‌گردن زرد، ۳۰۰ مایل تا بهشت، خیوکا، خودِ زندگی، ده فرمان (قسمت هشتم)، جادوگر (فیلم)، جادوگر (مجموعه تلویزیونی)، جهان به روایت خانواده کیپسکی، در خوشی و سختی، عشق اول، کارول: مردی که پاپ شد، ع چون عشق، خراش، پدر متیو، در خیابان سپولنی، هتل ۵۲، دوستان، دوران افتخار، قانون حقیقی، یوب، آخرین سلول خاکستری مغز و کروک - زمزمه‌های شبانگاهی اشاره نمود.
وی بابت فعالیت‌های هنری‌اش برندهٔ نشان سیمین شایستگی در فرهنگ و صلیب شایستگی شده است.